# Musculus supraspinatus
De musculus supraspinatus of bovendoornspier heeft zijn origo aan de wanden van de fossa supraspinata en aan de fascia supraspinata. De spiervezels van deze meervoudig gevederde spier gaan over in een bandvormige pees, die onder het acromion doorloopt. De insertie ligt uiteindelijk aan het tuberculum majus. De functie van de spier is initiatie van abductie van de bovenarm (eerste 15°) en de spier zorgt ervoor dat de kop van de bovenarm op zijn plaats blijft in het schoudergewricht; het is onderdeel van een groep spieren die het schoudergewricht stabiliseert, de rotatorenmanchet. De innervatie van de spier wordt verzorgd door de nervus suprascapularis (C5-C6).

## Klinische betekenis
Het zogenaamde impingementsyndroom kan worden veroorzaakt doordat de pees van de musculus supraspinatus is ontstoken en klem komt te zitten in de ruimte onder het acromion.